# 马建峰
马建峰（1963年10月—），西安电子科技大学教授，主要从事网络空间安全领域的研究、 围绕无线网络安全等方面的研究工作。入选中华人民共和国教育部2009年度"长江学者"特聘教授、“新世纪百千万人才工程”国家级人选。